# Gargi Bhattacharyya
Gargi Bhattacharyya   (12 de juny de 1964) és una sociòloga anglesa i professora a la Universitat de les Arts de Londres. La seva recerca s'ha centrat en les injustícies i desigualtats sistèmiques, així com en els processos d'imaginació i col·laboració que permetin fer-hi front. Mike Savage l'ha considerada «un dels principals acadèmics sobre raça», responsable d'escriure «el que és probablement el llibre més important sobre el capitalisme racial».
Els pares de Bhattacharyya van néixer a Bengala I la seva germana petita és la dramaturga Sonali Bhattacharyya.